# Ispettore principale

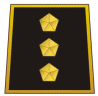
L'insegna per spallina di ispettore principale (ora di ispettore capo) della Polizia di Stato

Prima di essere abolito nel 1995, l'ispettore principale fu in Italia la terza qualifica degli ispettori della Polizia di Stato. Tale qualifica fu superiore all'ispettore e sottoposta all'ispettore capo. L'ispettore principale rivestì la qualifica di agente di pubblica sicurezza ed ufficiale di Polizia Giudiziaria. Dal 1981 al 1995 la gerarchia del ruolo ispettori della Polizia di Stato fu la seguente:
1. vice ispettore (qualifica base). Distintivo di grado con un pentagono dorati
2. ispettore (seconda qualifica). Distintivo di grado con due pentagoni dorati
3. ispettore principale (terza qualifica). Distintivo di grado con tre pentagoni dorati
4. ispettore capo (qualifica apicale). Distintivo di grado analogo a quello di ispettore superiore sostituto ufficiale di Pubblica Sicurezza